# 龙庆忠
龙庆忠（1903年7月4日—1996年3月17日），原名龙昺吟，字非了，号文行。江西永新人，建筑学家，专于中国建筑史，动用现代科学研究中国古代建筑技术。

## 生平
光绪二十九年闰五月十日（1903年7月4日）出生于江西永新县下南乡陂下老居村。，出生时名龙炳吟。幼年受教育于其舅父陈秉钧。1912-1919年就读于私塾。一说1911年，受到辛亥革命鼓舞，考入秀水高等小学（西式学堂）。考入禾川中学（现任弼时中学）时因借用同村龙庆忠文凭报考而从此改名。因发奋读书拔得头筹而免去学费。
1925年，全家资助并自谷会、钱会借款留学日本，先投考东京帝国大学失败，一年后考入东京工业大学建筑科，受到张清鉴教授帮助。
1931年毕业回国后就职于南满洲铁路局。同年发生九一八事变，龙庆忠离开满铁，经由大连往上海，在商务印书馆任临时译员。
次年，往河南省建筑厅、省府技术室任技正，加入中国营造学社，结实梁思成、刘敦桢并考察中国古建筑。同年开始使用笔名龙非了。期间完成省各厅公署办公楼、省主席官邸之设计、考察了河南省各地古建筑。
1933年撰写专著《开封之铁塔》，次年发表《穴居杂考》。两文均发表于《中国营造学社汇刊》。
1936年，设计重庆第二兵工厂厂房。
1937年，七七事变后，被迫回到江西老家在吉安乡村师范任教。
1941年，受聘于重庆大学工学院任建筑学教授并在中央大学兼课。
1943年，转入同济大学土木系任教授。
1946年，受到国立中山大学邀请，与陈伯齐、夏昌世一同前往任教授，1948年升任系主任。
1949年9月，避居香港。10月，广州被共产党攻陷，龙与其他旅港教授48人通电祝贺中华人民共和国成立并返回中大任工学院院长。
1951年被广州市人民政府任命为广州市文物管理委员会委员（直到去世）、古建筑组组长。
1952年，院系调整后任华南工学院建筑学系教授。
1957年被划为右派。文革中被冲击，几乎丧命。
1974年，中山四路广州市文化局院内地下5米发掘出木结构遗迹，学者参观考察。1976年3月，龙在座谈会发言认为遗址是南越王台或离宫的干阑。但最终官方发表认定该遗址是秦造船遗址。
1981年，国务院特批成为建筑历史与理论首批博士生导师。
1985年，指导修复南海神庙。
1986年，成立华南理工大学建筑防灾研究室。
1996年逝世于广州。家人将其藏书1.5万册余及字画捐赠给了华南理工大学图书馆，成立了“义泰和”建筑历史与理论博士点阅览室，其中“义泰和”是龙家豆腐店的牌号。

## 家庭
妻子 曾育秀
子 龙可汉